# Spoorlijn Chartres - Dreux
De spoorlijn Chartres - Dreux is een Franse spoorlijn van Chartres naar Dreux. De lijn is 42,6 km lang en heeft als lijnnummer 409 000.

## Geschiedenis
De lijn werd geopend door de Compagnie du chemin de fer d'Orléans à Rouen op 2 augustus 1873. Op 1 juli 1889 werd een nieuw tracé geopend in Chartres. Personenvervoer werd opgeheven op 4 juli 1971, tegelijk  met het goederenvervoer tussen Saint-Sauveur-Châteauneuf en Aunay-Tréon. Het noordelijk gedeelte van de lijn tussen Aunay-Tréon en Dreux bleef tot 2008 in gebruik voor goederenvervoer. Het gedeelte tussen Chartres en Saint-Sauveur-Châteauneuf bleef tot 2013 in gebruik voor goederenvervoer, sinds 2020 is hier door het opbreken van een overweg geen verkeer meer mogelijk.

## Aansluitingen
In de volgende plaatsen is of was er een aansluiting op de volgende spoorlijnen:
Chartres
RFN 420 000, spoorlijn tussen Paris-Montparnasse en Brest
RFN 500 000, spoorlijn tussen Chartres en Bordeaux-Saint-Jean
RFN 553 000, spoorlijn tussen Massy-Palaiseau en Chartres
RFN 556 000, spoorlijn tussen Chartres en Orléans
RFN 556 606, stamlijn Chartres-Lucé
Dreux
RFN 395 000, spoorlijn tussen Saint-Cyr en Surdon
RFN 397 000, spoorlijn tussen Dreux en Saint-Aubin-du-Vieil-Évreux
RFN 554 000, spoorlijn tussen Auneau-Ville en Dreux

## Elektrische tractie
De lijn werd in 1984 tussen Aunay-Tréon en Dreux geëlektrificeerd met een spanning van 25.000 volt 50 Hz. In 2013 is de bovenleiding op dit gedeelte weer verwijderd.

## Galerij

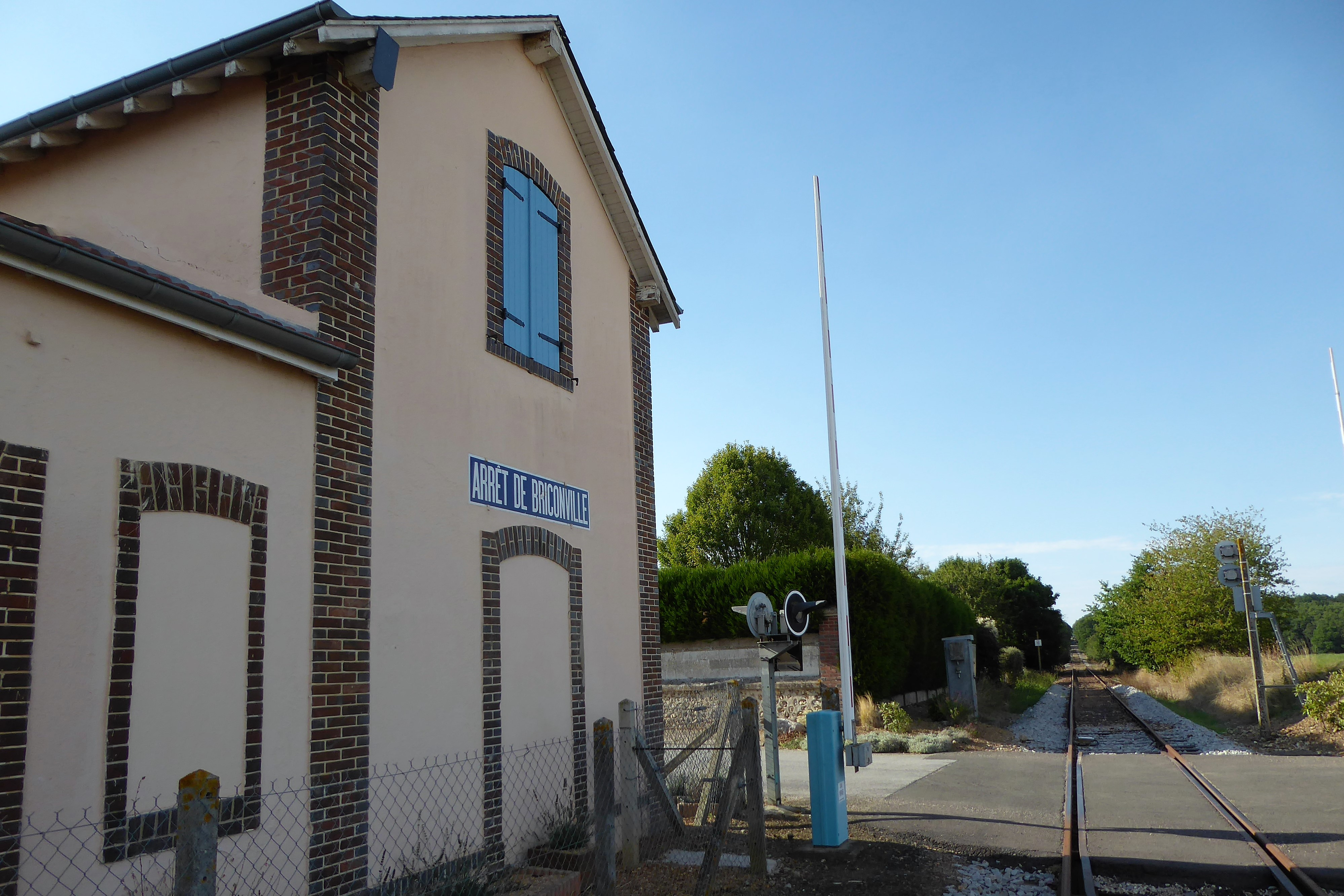
Halte Briconville
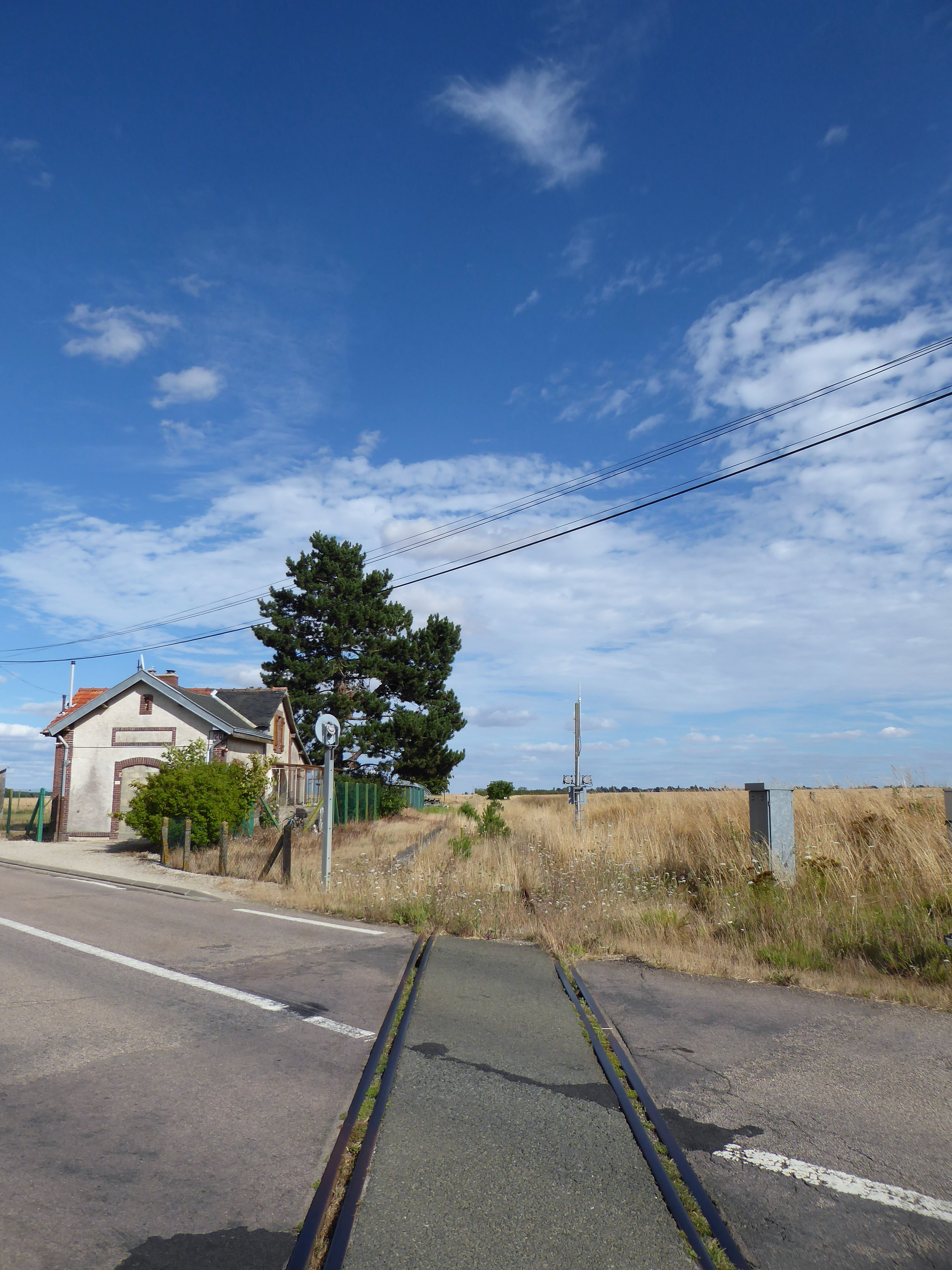
Halte Villette-les-Bois-Chêne-Chenu
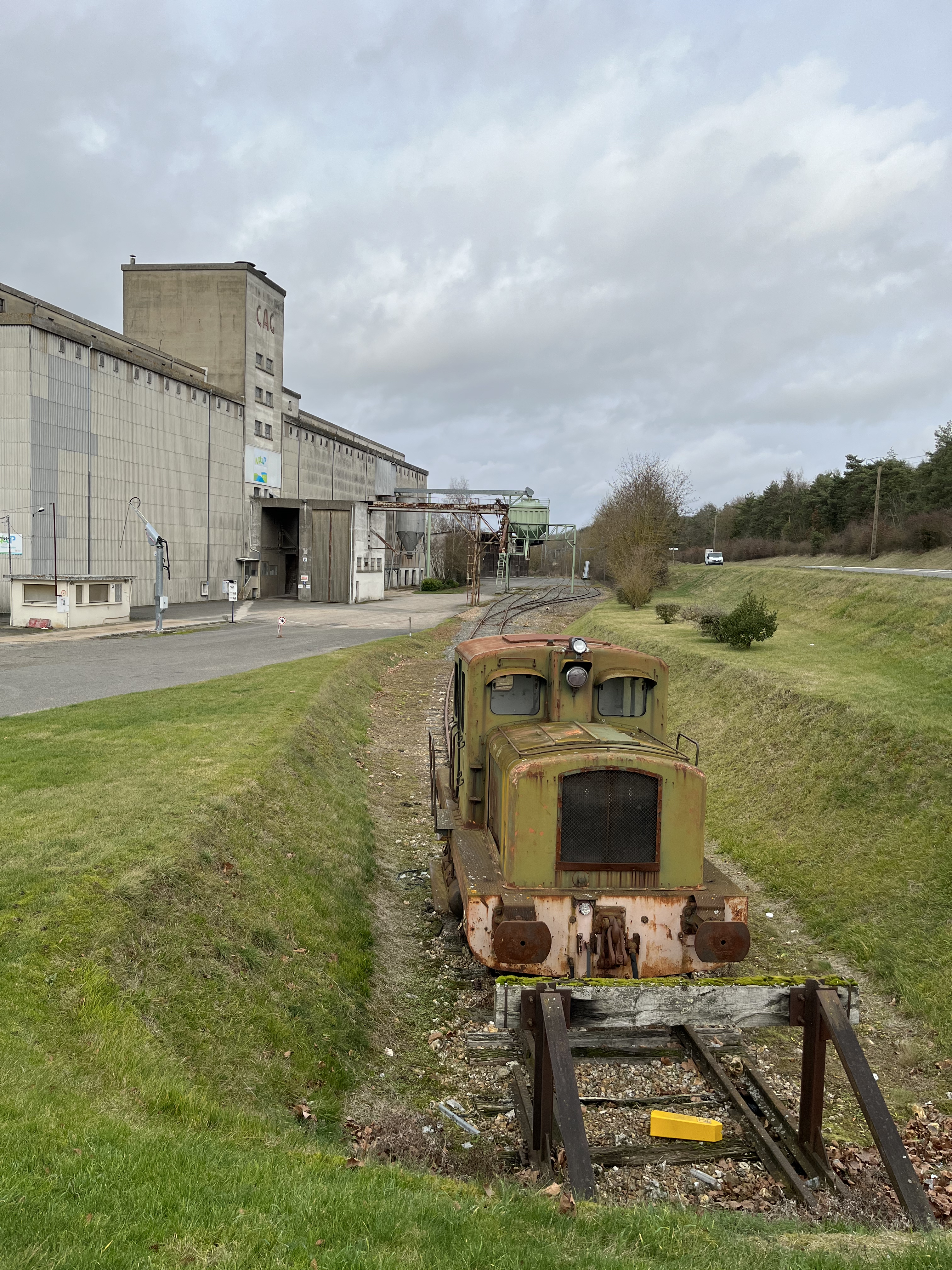
Locomotor voor de silo Natup de Garnay, in het voorjaar van 2022 is het spoor hier opgebroken.
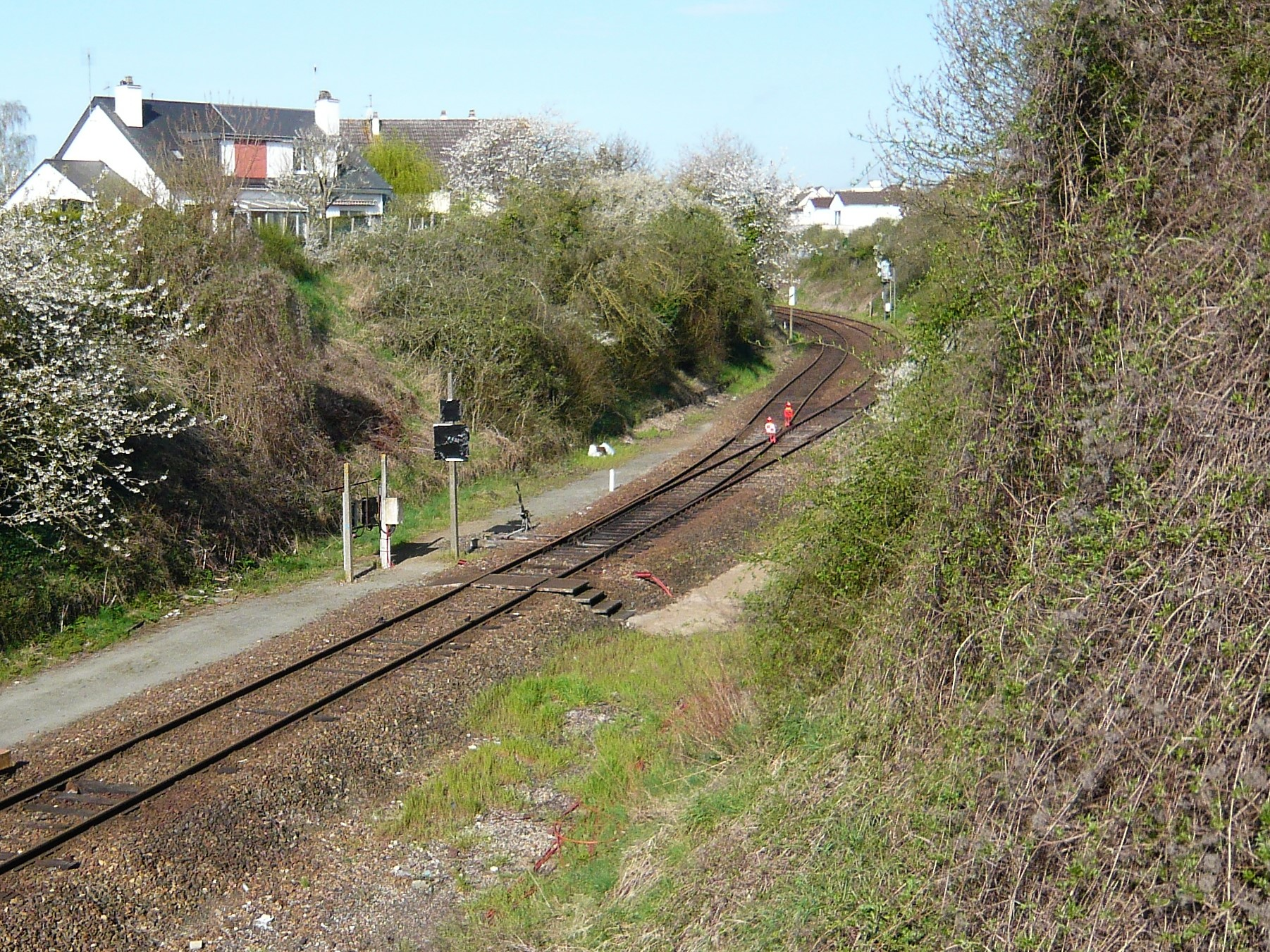
Splitsing van de lijnen Chartres - Orléans en Chartres - Dreux